# Bánica
Bánica es un municipio de la República Dominicana, que está situada en la provincia de Elías Piña.

## Localización
Se encuentra en la frontera con Haití, próxima al Río Artibonito. 

## Límites
Municipios limítrofes:
|                                                       | Norte: Pedro Santana     |                  |
| Oeste: Cerca-la-Source y Thomassique (ambas de Haití) |                          | Este: Comendador |
|                                                       | Sur: Las Matas de Farfán |                  |

## Etimología
La palabra Bánica es una modificación de la palabra taína Banique, que significaba "tierra de ébano" y que identificaba la región.

## Población
Según el Censo de Población y Vivienda de 2002, el municipio tiene una población total de 7.272, de los cuales 3.802 eran hombres y 3.470 mujeres. La población urbana del municipio era de 20,05%. 

## Distritos municipales
Está formado por los distritos municipales de:
| Nombre         | Código   |
| -------------- | -------- |
| Bánica         | 07070201 |
| Sabana Cruz    | 07070202 |
| Sabana Higüero | 07070203 |

## Historia
Villa fundada por el Adelantado Diego Velásquez en 1504, en la ribera izquierda del Río Artibonito. Fue población importante en sus principios, pero decayó después considerablemente. A finales del siglo XVIII fue poblada con inmigrantes de las Islas Canarias, trasladándose el pueblo al lugar actual, un poco alejado del río. Tomada por las tropas de Toussaint Louverture en agosto de 1795 fue abandonada en los comienzos del siglo XIX, siendo restablecida durante los años de la dominación haitiana (1822-1844) como parte del departamento de Artibonito.
Al proclamarse la Separación, la Junta Central Gubernativa la hizo común del Departamento de Azua por el decreto del 2 de julio de 1844, pero la ciudad fue desocupada otra vez por sus habitantes, y quedó despoblada hasta la guerra de la Restauración, en que comenzó a fundarse nuevamente con familias que provenían de otros pueblos fronterizos.
En 1938, mediante la Ley N.º 1521, pasó a integrar la recién creada Provincia Benefactor, hoy San Juan. En 1942 se convirtió en Municipio de la Provincia San Rafael, hoy Provincia de Elías Piña.

## Monumentos
- Iglesia de San Francisco de Asís. Es una edificación colonial de mucho interés religioso y cultural. Se desconoce la fecha exacta de su construcción pero ya en 1740 el Arzobispo Domingo Pantaleón Álvarez Abréu observa que en la Villa de Bánica hay "una iglesia nueva y bien tratada".
- Reloj de sol. En la parte superior de una de sus caras aparece la fecha 1795, que podría ser la fecha en que se erigió. Este reloj de sol y el de Santo Domingo, en la calle Las Damas, fueron los únicos relojes solares durante la antigua colonia española.
- Cerro de San Francisco. Es un cerro rocoso a una distancia de 1.5 kilómetros de la ciudad, en dirección noreste. En el mismo se encuentra una gran cueva que ha sido convertida en un centro de peregrinación. En el interior de dicha cueva, caen gotas de agua desde lo alto; los devotos de San Francisco de Asís se sitúan para que las gotas caigan sobre sus cabezas o caras ya que la consideran como agua bendita. De sus paredes, extraen un polvo calizo blanco con el cual los peregrinos se empolvan el rostro por lo que es fácil reconocerlos cuando regresan de la cueva.

En las laderas del Cerro de San Francisco existe la única población silvestre de Pereskia marcanoi, nombrada como Rosa de Bánica.

## Economía
La principal actividad económica del municipio es la agropecuaria.